# کاترینا دنیسنکو
کاترینا دنیسنکو (انگلیسی: Kateryna Denysenko؛ زادهٔ ۷ مارس ۱۹۹۴) ورزشکار ورزش شنا اهل اوکراین است.
وی در مسابقات کشوری و بین‌المللی در مجموع برندهٔ ۳ مدال نقره، ۲ مدال برنز شده‌است.